# Netwerk Digitaal Erfgoed
Het Netwerk Digitaal Erfgoed (NDE) is een Nederlandse beweging van archieven, bibliotheken, musea, heemkundige kringen, onderwijs- en cultuurinstellingen, kennisinstituten, software-leveranciers, overheden en andere partners die zich inzet voor het digitale geheugen van Nederland. Het netwerk werd in 2014 gestart met het ministerie van Onderwijs, Cultuur en Wetenschap als initiatiefnemer.
Doelstelling is, in lijn met de Nationale Strategie Digitaal Erfgoed, de maatschappelijke waarde van digitale collecties te vergroten door ze beter zichtbaar, bruikbaar en houdbaar te maken. Verder wil men gebruik maken van synergieën tussen netwerkdeelnemers om beter in te kunnen spelen op nieuwe technologische ontwikkelingen, zodat nieuwe manieren kunnen ontstaan om het publiek actief gebruik te laten maken van erfgoed en de kansen die digitalisering biedt. Het project wordt ondersteund met openbare middelen door het ministerie van Onderwijs, Cultuur en Wetenschap.
Dragende instellingen zijn het KNAW Humanities Cluster, de Koninklijke Bibliotheek, het Nationaal Archief, het Nederlands Instituut voor Beeld en Geluid, Het Nieuwe Instituut en de Rijksdienst voor het Cultureel Erfgoed.
De Koninklijke Bibliotheek heeft met meer dan honderd miljoen gedigitaliseerde pagina’s van meer dan 80 verschillende instellingen in Nederland bijgedragen aan dit project.